# Bulbophyllum speciosum
Bulbophyllum speciosum är en orkidéart som beskrevs av Rudolf Schlechter. Bulbophyllum speciosum ingår i släktet Bulbophyllum och familjen orkidéer. Inga underarter finns listade i Catalogue of Life.